# Chiloscyllium
 Chiloscyllium  ist eine Gattung innerhalb der echten Haie und der Familie der Bambushaie. Sie beinhaltet derzeit sieben Arten, die ausschließlich an den Küsten des Indopazifiks vorkommen.

## Merkmale

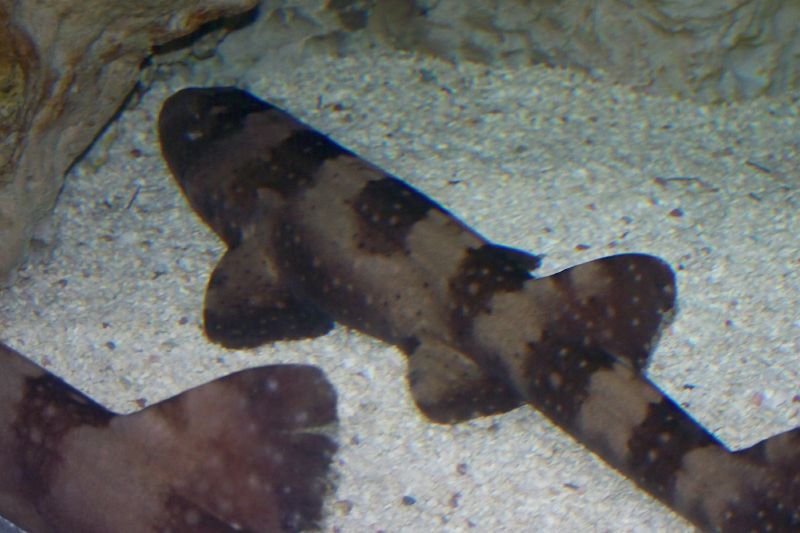
Weißgepunkteter Bambushai

Bei allen Arten der Gattung handelt es sich um kleine und sehr schlanke, langgestreckte Arten. Sie erreichen wie die nahe verwandten Epaulettenhaie (Hemiscyllium) eine maximale Körperlänge von etwa 80 bis 105 Zentimeter, die meisten Arten bleiben mit durchschnittlich 50 bis 60 Zentimetern jedoch deutlich kleiner. Die größte Art der Gattung ist der braungebänderte Bambushai mit maximal 105 Zentimetern. Die Färbung kann variieren und ist in der Regel hellbraun, einige Arten zeigen zudem eine auffällige Tarnzeichnung aus Sattelflecken, Querbinden und Flecken, die bei den meisten Arten jedoch nur bei den Jungtieren auftritt.
Das Maul liegt deutlich vor den Augen, wie alle Arten der Ammenhaiartigen haben sie 5 Kiemenspalten. Die Körperunterseite ist in für bodenlebende Haiarten typischerweise abgeflacht. Die beiden Rückenflossen liegen sehr weit hinten, die erste Rückenflosse entspringt bei allen Arten hinter oder über den Bauchflossen, die Afterflosse liegt immer deutlich hinter der zweiten Rückenflosse.

## Verbreitung
Das Verbreitungsgebiet der sieben Arten liegt ausschließlich an den Küsten des Indopazifiks. Das Hauptverbreitungsgebiet der Gattung liegt dabei im Küstenbereich von Indien entlang der asiatischen Küste bis Südostasien sowie im Bereich der indonesischen Inseln. Einzelne Arten können um Madagaskar, im Persischen Golf sowie an der Nordküste Australiens vorkommen.
Alle Arten leben im küstennahen Flachwasser, vor allem in Korallenriffen. Einzelne Arten kommen wahrscheinlich auch im brackigen Wasser im Bereich von Flusseinmündungen und -oberläufen vor. Die Tiefenverbreitung reicht vom direkten Strandbereich bis maximal etwa 100 Meter.

## Lebensweise

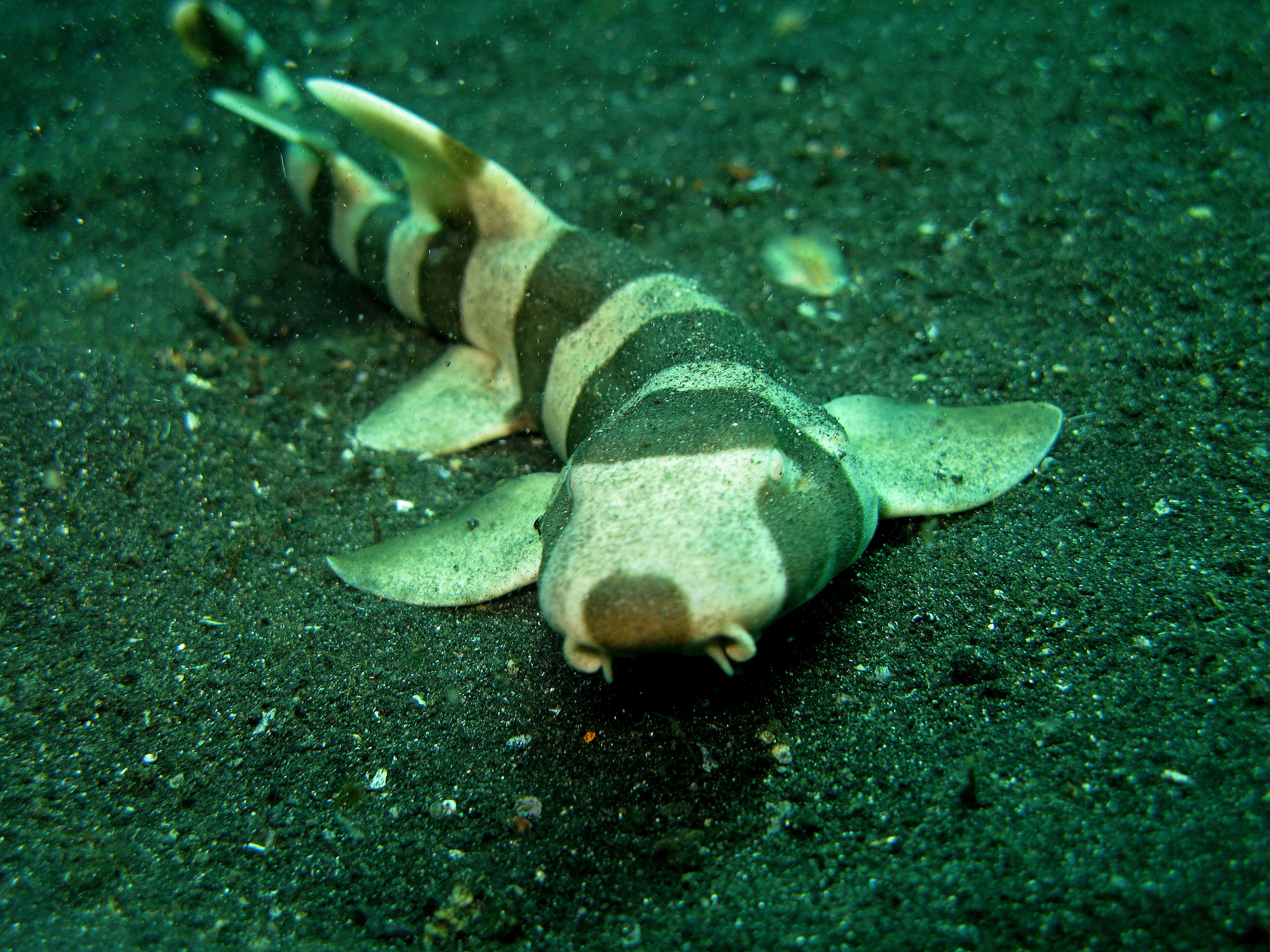
Jungtier des braungebänderten Bambushais mit deutlicher Jugendzeichnung

Über die Lebensweise der Arten liegen nur sehr wenige Informationen vor, viele Angaben stammen von einzelnen Arten in Aquarienhaltung. Sie sind teilweise nachtaktiv und verstecken sich tagsüber in Riffspalten. Wahrscheinlich sind alle Arten eierlegend (ovipar) und sie ernähren sich von kleinen Fischen und wirbellosen Tieren. Der Weißgepunktete Bambushai gehört zu den wenigen Arten der Haie, bei denen eine asexueller Fortpflanzung nachgewiesen ist.

## Systematik
Die Gattung Chiloscyllium besteht aus sieben Arten und bildet gemeinsam mit den Epaulettenhaien (Hemiscyllium) die Familie der Bambus- oder Lippenhaie (Hemiscylliidae) innerhalb der Ammenhaiartigen (Orectolobiformes).
Bei den sieben Arten handelt es sich um folgende Arten:
- Arabischer Bambushai (Chiloscyllium arabicum  Gubanov in Gubanov & Shleib, 1980)
- Burmesischer Bambushai (Chiloscyllium burmensis  Dingerkus & DeFino, 1983)
- Blaugepunkteter Bambushai (Chiloscyllium caerulopunctatum Pellegrin, 1914) – Population des Weißgepunkteten Bambushais im Küstengebiet Madagaskars wird häufig als eigene Art dargestellt
- Grauer Bambushai (Chiloscyllium griseum  Müller & Henle, 1838)
- Indonesischer Bambushai (Chiloscyllium hasselti  Bleeker, 1852)
- Schlanker Bambushai (Chiloscyllium indicum  (Gmelin, 1789))
- Weißgepunkteter Bambushai (Chiloscyllium plagiosum  (Anonymous [Bennett], 1830))
- Braungebänderter Bambushai (Chiloscyllium punctatum  Müller & Henle, 1838)

## Gefährdung
Alle Arten von Chiloscyllium werden in die Rote Liste der International Union for Conservation of Nature (IUCN) aufgrund eines hohen Fischereidrucks und einer starken Veränderung ihrer Lebensräume insbesondere durch die Zerstörung von Korallenriffen als Arten der Vorwarnlisten („near threatened“) geführt. Eine Ausnahme stellt der Burmesische Bambushai dar, von dem keine ausreichenden Daten für eine Einstufung vorliegen („Data deficient“).

## Belege
1. ↑  Kevin A. Feldheim, Demian D. Chapman, Doug Sweet, Seán Fitzpatrick, Paulo A. Prodöhl, Mahmood S. Shivji, Bob Snowden: Shark Virgin Birth Produces Multiple, Viable Offspring. In: Journal of Heredity. 101. Jahrgang, Nr. 3, 2010, S. 374–377, doi:10.1093/jhered/esp129.
2. ↑  nach Compagno et al. 2004.